# Узынбулак (Алматинская область)
Узынбулак (каз. Ұзынбұлақ) — село в Кегенском районе Алматинской области Казахстана. Административный центр Узынбулакского сельского округа. Код КАТО — 195873100.
В 1936 году в селе Узынбулак родился Ешимбет Байбараков — экономист, академик Национальной академии наук Республики Казахстан.

## Население
В 1999 году население села составляло 1694 человека (855 мужчин и 839 женщин). По данным переписи 2009 года, в селе проживало 1406 человек (713 мужчин и 693 женщины).